# Photograph (canção de Ringo Starr)
"Photograph" é uma canção do músico britânico Ringo Starr que foi lançada como o single principal de seu álbum  Ringo, de 1973. Foi composta em parceria com George Harrison, seu ex-colega de Beatles. Stephen Thomas Erlewine, da AllMusic, considera que está "entre as melhores músicas pós-Beatles de qualquer um dos Fab Four".

## História
Os ex-Beatles Ringo Starr e George Harrison começaram a escrever "Photograph" em um iate de luxo no sul da França em maio de 1971. Starr havia contratado um iate, o Marala, durante o Festival de Cannes, depois de assistir ao casamento de Mick Jagger em Saint-Tropez com sua esposa, Maureen Starkey. Os Starkeys então se juntaram na França a Harrison e sua esposa, Pattie Boyd, para o Grande Prêmio de Mônaco de 1971. Este período coincidiu com o primeiro sucesso de Starr como artista solo, com o single "It Don't Come Easy", embora ele continuasse a se concentrar em sua carreira como ator de cinema, começando com um papel em Blindman (1971).
Outra convidada do Marala foi Cilla Black, cantora e amiga dos Beatles desde a década de 1960, que lembra Starr e Harrison tocando "Photograph" durante uma reunião noturna, com "todos a bordo" contribuindo com ideias para a letra. Como nos singles anteriores "It Don't Come Easy" e "Back Off Boogaloo", Harrison ajudou a escrever a melodia, embora "Photograph" tenha marcado a primeira vez em que foi creditado como co-compositor com Starr. Em sua autobiografia, Step Inside Love, Black diz que esperava gravar a canção como single no final de 1971, mas Starr lhe disse: "Não, é boa demais para você. Eu mesmo a gravarei".
A letra de "Photograph" é centrada em torno do amor perdido, com o cantor tendo apenas uma única imagem para lembrar de sua amada ausente. A fotografia o lembra de sua antiga felicidade juntos, ao mesmo tempo em que reforça a realidade de que ela não vai mais voltar. O autor Ian Inglis comenta sobre o assunto familiar em convenções, mas identifica um aspecto "incomum" na letra de "ausência de qualquer esperança de que o amor possa ser reavivado". Starr expressa resignação com o que o futuro reserva, nas linhas "Agora você está esperando que eu viva sem você / Mas isso não é algo que estou ansioso".
Musicalmente, a música está no tom de mi maior, com o que Inglis chama de "melodia fácil" que permite as limitações de Starr como cantor. O "estilo de composição distintivo" de Harrison é particularmente evidente, de acordo com os autores Roy Carr e Tony Tyler, e Starr diria mais tarde sobre o papel de seu amigo em suas colaborações nesse período: "Eu só conheço três acordes, e ele coloca mais quatro, e todos acham que eu sou um gênio".

## Posição nas paradas musicais

### Paradas semanais
| Parada (1973–74)                      | Melhor posição |
| ------------------------------------- | -------------- |
| Australian Go-Set Top 40 Singles      | 1              |
| Australian Kent Music Report          | 1              |
| Belgian Ultratop Singles (Flanders)   | 8              |
| Canadian RPM 100                      | 1              |
| Dutch MegaChart Singles               | 4              |
| Irish Singles Chart                   | 15             |
| Japanese Oricon Singles Chart         | 55             |
| New Zealand Listener Chart            | 4              |
| Norwegian VG-lista Singles            | 6              |
| South African Springbok Singles Chart | 2              |
| Swiss Hitparade                       | 6              |
| UK Singles Chart                      | 8              |
| US Billboard Easy Listening           | 3              |
| US Billboard Hot 100                  | 1              |
| US Cash Box Top 100                   | 1              |
| West German Media Control Singles     | 5              |

### Paradas de fim de ano
| Parada (1973)            | Rank |
| ------------------------ | ---- |
| Canadian RPM Top Singles | 25   |

| Parada (1974)                | Rank |
| ---------------------------- | ---- |
| Australian Kent Music Report | 24   |
| South Africa                 | 18   |
| US Cash Box Top 100          | 61   |